# Ерік Язет
Ерік Язет (нід. Erik Jazet, 19 липня 1971) — нідерландський хокеїст на траві.
Олімпійський чемпіон 1996, 2000 років, срібний призер 2004 року.
Чемпіон світу 1998 року.
Переможець Трофею чемпіонів 2000, 2002, 2003 років, бронзовий призер 1999 року.